# Giải bóng đá FA Mùa hè 2004
Giải bóng đá FA Mùa hè 2004 là một giải bóng đá quốc tế nhỏ diễn ra từ 30 Tháng Năm - 5 tháng Sáu năm 2004. Nước chủ nhà Anh, Nhật Bản và Iceland đều tham gia giải đấu. Tất cả các trận đấu đều diễn ra tại Sân vận động Thành phố Manchester, sân nhà của câu lạc bộ Manchester City.
Giải đấu mini ba quốc gia này được tổ chức như một cuộc tập trận chuẩn bị cho đội tuyển Anh ngay trước khi VCK Euro 2004 bắt đầu. Giải đấu trình diện đội tuyển Anh tham dự giải đấu được triêu tập vào ngày 17 tháng 5 năm 2004. Họ đã vô địch giải đấu nhờ hiệu số bàn thắng bại trước Nhật Bản, tuy bị cầm hòa nhưng đánh bại Iceland với tỷ số cách biệt.

## Kết quả
Tất cả thời gian đều theo Giờ mùa hè Anh Quốc (UTC+1)

### Iceland vs Nhật Bản
| Iceland          | 2 – 3  | Nhật Bản                         |
| ---------------- | ------ | -------------------------------- |
| Helguson 5', 50' | Report | Kubo 21', 36' · Alex 57' (ph.đ.) |

| ICELAND:                            |    |                      |     |     |
|                                     |    |                      |     |     |
| GK                                  | 1  | Árni Gautur Arason   |     |     |
| DF                                  | 2  | Ívar Ingimarsson     |     |     |
| DF                                  | 5  | Pétur Marteinsson    |     |     |
| DF                                  | 7  | Hermann Hreiðarsson  |     |     |
| MF                                  | 10 | Thordur Guðjónsson   |     |     |
| MF                                  | 4  | Joey Guðjónsson      |     |     |
| MF                                  | 6  | Brynjar Gunnarsson   | 82' |     |
| MF                                  | 8  | Arnar Grétarsson     |     |     |
| MF                                  | 3  | Indriði Sigurðsson   |     | 75' |
| FW                                  | 11 | Heiðar Helguson      |     |     |
| FW                                  | 9  | Eiður Guðjohnsen (c) |     |     |
| Dự bị:                              |    |                      |     |     |
| FW                                  | 18 | Marel Baldvinsson    |     | 75' |
| HLV:                                |    |                      |     |     |
| Ásgeir Sigurvinsson & Logi Ólafsson |    |                      |     |     |

| NHẬT BẢN: |    |                        |  |     |
|           |    |                        |  |     |
| GK        | 1  | Seigo Narazaki         |  |     |
| DF        | 22 | Yuji Nakazawa          |  |     |
| DF        | 5  | Tsuneyasu Miyamoto (c) |  |     |
| DF        | 3  | Keisuke Tsuboi         |  | 46' |
| MF        | 21 | Akira Kaji             |  |     |
| MF        | 18 | Shinji Ono             |  | 60' |
| MF        | 6  | Junichi Inamoto        |  | 46' |
| MF        | 14 | Alex                   |  |     |
| MF        | 10 | Shunsuke Nakamura      |  | 46' |
| FW        | 9  | Tatsuhiko Kubo         |  | 46' |
| FW        | 20 | Keiji Tamada           |  | 46' |
| Dự bị:    |    |                        |  |     |
| MF        | 4  | Yasuhito Endō          |  | 60' |
| MF        | 8  | Mitsuo Ogasawara       |  | 46' |
| FW        | 11 | Takayuki Suzuki        |  | 46' |
| FW        | 13 | Atsushi Yanagisawa     |  | 46' |
| MF        | 15 | Takashi Fukunishi      |  | 46' |
| MF        | 19 | Masashi Motoyama       |  | 46' |
| HLV:      |    |                        |  |     |
| Zico      |    |                        |  |     |

### Anh vs Nhật Bản
| Anh      | 1 – 1  | Nhật Bản |
| -------- | ------ | -------- |
| Owen 22' | Report | Ono 53'  |

| ANH:                |    |                   |  |     |
|                     |    |                   |  |     |
| GK                  | 1  | David James       |  |     |
| RB                  | 2  | Gary Neville      |  | 86' |
| CB                  | 6  | John Terry        |  | 88' |
| CB                  | 5  | Sol Campbell      |  |     |
| LB                  | 3  | Ashley Cole       |  |     |
| MF                  | 8  | Paul Scholes      |  | 77' |
| MF                  | 7  | David Beckham (c) |  | 82' |
| MF                  | 4  | Steven Gerrard    |  | 82' |
| MF                  | 11 | Frank Lampard     |  | 82' |
| FW                  | 10 | Michael Owen      |  | 77' |
| FW                  | 9  | Wayne Rooney      |  | 77' |
| Dự bị:              |    |                   |  |     |
| DF                  | 14 | Phil Neville      |  | 86' |
| DF                  | 15 | Ledley King       |  | 88' |
| MF                  | 17 | Nicky Butt        |  | 82' |
| MF                  | 18 | Owen Hargreaves   |  | 82' |
| MF                  | 19 | Joe Cole          |  | 82' |
| MF                  | 20 | Kieron Dyer       |  | 77' |
| FW                  | 21 | Emile Heskey      |  | 77' |
| FW                  | 23 | Darius Vassell    |  | 77' |
| HLV:                |    |                   |  |     |
| Sven-Göran Eriksson |    |                   |  |     |

| NHẬT BẢN: |    |                        |  |     |
|           |    |                        |  |     |
| GK        | 1  | Seigo Narazaki         |  |     |
| DF        | 22 | Yuji Nakazawa          |  |     |
| DF        | 5  | Tsuneyasu Miyamoto (c) |  |     |
| DF        | 3  | Keisuke Tsuboi         |  |     |
| MF        | 14 | Alex                   |  |     |
| MF        | 18 | Shinji Ono             |  |     |
| MF        | 6  | Junichi Inamoto        |  | 75' |
| MF        | 21 | Akira Kaji             |  |     |
| MF        | 10 | Shunsuke Nakamura      |  |     |
| FW        | 20 | Keiji Tamada           |  | 60' |
| FW        | 9  | Tatsuhiko Kubo         |  | 60' |
| Dự bị:    |    |                        |  |     |
| FW        | 11 | Takayuki Suzuki        |  | 60' |
| FW        | 13 | Atsushi Yanagisawa     |  | 60' |
| MF        | 15 | Takashi Fukunishi      |  | 75' |
| HLV:      |    |                        |  |     |
| Zico      |    |                        |  |     |

| Trợ lý trọng tài: Alessandro Stagnoli (Ý) Alessandro Griselli (Ý) |

### Anh vs Iceland
| Anh                                                           | 6 – 1  | Iceland      |
| ------------------------------------------------------------- | ------ | ------------ |
| Lampard 25' · Rooney 27', 38' · Vassell 57', 77' · Bridge 68' | Report | Helguson 49' |

| ANH:                |    |                   |  |     |
|                     |    |                   |  |     |
| GK                  | 1  | Paul Robinson     |  | 60' |
| RB                  | 2  | Gary Neville      |  | 46' |
| CB                  | 6  | Jamie Carragher   |  | 84' |
| CB                  | 5  | Sol Campbell      |  | 46' |
| LB                  | 3  | Ashley Cole       |  | 46' |
| MF                  | 8  | Paul Scholes      |  | 46' |
| MF                  | 7  | David Beckham (c) |  | 46' |
| MF                  | 4  | Steven Gerrard    |  | 46' |
| MF                  | 11 | Frank Lampard     |  | 46' |
| FW                  | 10 | Michael Owen      |  | 46' |
| FW                  | 9  | Wayne Rooney      |  | 46' |
| Dự bị:              |    |                   |  |     |
| DF                  | 12 | Wayne Bridge      |  | 46' |
| DF                  | 14 | Phil Neville      |  | 46' |
| DF                  | 15 | Ledley King       |  | 46' |
| FW                  | 16 | Jermain Defoe     |  | 84' |
| MF                  | 17 | Nicky Butt        |  | 46' |
| MF                  | 18 | Owen Hargreaves   |  | 46' |
| MF                  | 19 | Joe Cole          |  | 46' |
| MF                  | 20 | Kieron Dyer       |  | 46' |
| FW                  | 21 | Emile Heskey      |  | 46' |
| GK                  | 22 | Ian Walker        |  | 60' |
| FW                  | 23 | Darius Vassell    |  | 46' |
| HLV:                |    |                   |  |     |
| Sven-Göran Eriksson |    |                   |  |     |

| ICELAND:                            |    |                         |  |     |
|                                     |    |                         |  |     |
| GK                                  | 1  | Árni Gautur Arason      |  |     |
| DF                                  | 2  | Ívar Ingimarsson        |  |     |
| DF                                  | 3  | Indriði Sigurðsson      |  | 69' |
| DF                                  | 5  | Pétur Marteinsson       |  | 46' |
| MF                                  | 7  | Hermann Hreiðarsson     |  |     |
| MF                                  | 10 | Thordur Guðjónsson      |  | 78' |
| MF                                  | 4  | Joey Guðjónsson         |  | 88' |
| MF                                  | 8  | Arnar Grétarsson        |  |     |
| FW                                  | 9  | Eiður Guðjohnsen (c)    |  |     |
| FW                                  | 6  | Heiðar Helguson         |  | 86' |
| FW                                  | 11 | Helgi Sigurðsson        |  | 78' |
| Dự bị:                              |    |                         |  |     |
| DF                                  | 13 | Kristján Örn Sigurðsson |  | 46' |
| DF                                  | 14 | Auðun Helgason          |  | 88' |
| DF                                  | 15 | Hjálmar Jónsson         |  | 78' |
| FW                                  | 16 | Tryggvi Guðmundsson     |  | 86' |
| MF                                  | 17 | Bjarni Guðjónsson       |  | 69' |
| MF                                  | 19 | Jóhann Guðmundsson      |  | 78' |
| HLV:                                |    |                         |  |     |
| Ásgeir Sigurvinsson & Logi Ólafsson |    |                         |  |     |

| Trợ lý trọng tài: Jantinus Meints (Hà Lan) Gyuri Takács (Hà Lan) |

## Bảng xếp hạng
| Đội      | TĐ | T | H | B | BT | BT | HS | Đ |
| -------- | -- | - | - | - | -- | -- | -- | - |
| Anh      | 2  | 1 | 1 | 0 | 7  | 2  | +5 | 4 |
| Nhật Bản | 2  | 1 | 1 | 0 | 4  | 3  | +1 | 4 |
| Iceland  | 2  | 0 | 0 | 2 | 3  | 9  | –6 | 0 |

## Vua phá lưới
| 3 bàn - Heiðar Helguson 2 bàn - Wayne Rooney - Darius Vassell - Tatsuhiko Kubo | 1 bàn - Wayne Bridge - Frank Lampard - Michael Owen - Alex - Shinji Ono |

## Liên kết
- FA Summer Tournament results & table
- FA Summer Tournament (Manchester) 2004 – Rec.Sport.Soccer Statistics Foundation